# Littlebury
Littlebury – wieś w Anglii, w hrabstwie Essex, w dystrykcie Uttlesford. Leży 38 km na północny zachód od miasta Chelmsford i 63 km na północ od Londynu. Miejscowość liczy 600 mieszkańców.